# Zeslandentoernooi 2020 (mannen)
De eenentwintigste editie van het Zeslandentoernooi voor mannen van de Rugby Union werd gespeeld van 1 februari tot en met 31 oktober 2020 tussen de rugbyteams van Engeland, Frankrijk, Italië, Schotland, Wales en het Iers rugbyteam (het team dat zowel de Republiek Ierland als Noord-Ierland vertegenwoordigt in internationale wedstrijden). Wales verdedigde de titel. Op 22 januari 2020 begon het toernooi officieel. Het toernooi werd na drieënhalf van de vijf rondes opgeschort vanwege de coronapandemie en hervat, zonder publiek, in oktober 2020. Engeland won het toernooi.

## Deelnemende landen
| Land      | Stadion             | Capaciteit | Stad      | Coach           | Aanvoerder      |
| --------- | ------------------- | ---------- | --------- | --------------- | --------------- |
| Engeland  | Twickenham Stadium  | 82.000     | Londen    | Eddie Jones     | Owen Farrell    |
| Frankrijk | Stade de France     | 81.338     | Parijs    | Fabien Galthié  | Charles Ollivon |
| Ierland   | Aviva Stadium       | 51.711     | Dublin    | Andy Farrell    | Johnny Sexton   |
| Italië    | Stadio Olimpico     | 70.634     | Rome      | Franco Smith    | Luca Bigi       |
| Schotland | Murrayfield Stadium | 67.144     | Edinburgh | Gregor Townsend | Stuart Hogg     |
| Wales     | Millennium Stadium  | 74.500     | Cardiff   | Wayne Pivac     | Alun Wyn Jones  |
| Wales     | Parc y Scarlets     | 14.870     | Llanelli  | Wayne Pivac     | Alun Wyn Jones  |

## Stand
| Positie | Land      | Wedstrijden | Wedstrijden | Wedstrijden | Wedstrijden | Punten | Punten | Punten   | Tries | Tries | Bonus | Punten |
| Positie | Land      | Gespeeld    | Gewonnen    | Gelijk      | Verloren    | Voor   | Tegen  | Verschil | Voor  | Tegen | Bonus | Punten |
| ------- | --------- | ----------- | ----------- | ----------- | ----------- | ------ | ------ | -------- | ----- | ----- | ----- | ------ |
| 1       | Engeland  | 5           | 4           | 0           | 1           | 121    | 77     | 44       | 14    | 9     | 2     | 18     |
| 2       | Frankrijk | 5           | 4           | 0           | 1           | 138    | 117    | 21       | 17    | 13    | 2     | 18     |
| 3       | Ierland   | 5           | 3           | 0           | 2           | 132    | 102    | 30       | 17    | 11    | 2     | 14     |
| 4       | Schotland | 5           | 3           | 0           | 2           | 77     | 59     | 18       | 7     | 5     | 2     | 14     |
| 5       | Wales     | 5           | 1           | 0           | 4           | 119    | 98     | 21       | 13    | 11    | 4     | 8      |
| 6       | Italië    | 5           | 0           | 0           | 5           | 44     | 178    | (-)134   | 6     | 25    | 0     | 0      |

## Programma en uitslagen
Op 20 maart 2019 werd het programma bekendgemaakt. Op 4 december 2019 werden de scheidsrechters bekendgemaakt.

### Week 1
| 1 februari 2020 15:15 | Wales                | 42-0    | Italië               | Millennium Stadium, Cardiff Scheidsrechter: Luke Pearce |
| 1 februari 2020 15:15 | Try: 5 Con: 4 Pen: 3 | Verslag | Try: 0 Con: 0 Pen: 0 | Millennium Stadium, Cardiff Scheidsrechter: Luke Pearce |

| 1 februari 2020 17:45 | Ierland              | 19-12   | Schotland            | Aviva Stadium, Dublin Scheidsrechter: Mathieu Raynal |
| 1 februari 2020 17:45 | Try: 1 Con: 1 Pen: 4 | Verslag | Try: 0 Con: 0 Pen: 4 | Aviva Stadium, Dublin Scheidsrechter: Mathieu Raynal |

| 2 februari 2020 16:00 | Frankrijk            | 24-17   | Engeland             | Stade de France, Parijs Scheidsrechter: Nigel Owens |
| 2 februari 2020 16:00 | Try: 3 Con: 3 Pen: 1 | Verslag | Try: 2 Con: 2 Pen: 1 | Stade de France, Parijs Scheidsrechter: Nigel Owens |

### Week 2
| 8 februari 2020 15:15 | Ierland              | 24-14   | Wales                | Aviva Stadium, Dublin Scheidsrechter: Romain Poite |
| 8 februari 2020 15:15 | Try: 4 Con: 2 Pen: 0 | Verslag | Try: 2 Con: 2 Pen: 0 | Aviva Stadium, Dublin Scheidsrechter: Romain Poite |

| 8 februari 2020 17:45 | Schotland            | 6-13    | Engeland             | Murrayfield Stadium, Edinburgh Scheidsrechter: Pascal Gaüzère |
| 8 februari 2020 17:45 | Try: 0 Con: 0 Pen: 2 | Verslag | Try: 1 Con: 1 Pen: 2 | Murrayfield Stadium, Edinburgh Scheidsrechter: Pascal Gaüzère |

| 9 februari 2020 16:00 | Frankrijk            | 35-22   | Italië               | Stade de France, Parijs Scheidsrechter: Andrew Brace |
| 9 februari 2020 16:00 | Try: 5 Con: 2 Pen: 2 | Verslag | Try: 3 Con: 2 Pen: 1 | Stade de France, Parijs Scheidsrechter: Andrew Brace |

### Week 3
| 22 februari 2020 15:15 | Italië               | 0-17    | Schotland            | Stadio Olimpico, Rome Scheidsrechter: Ben O’Keeffe |
| 22 februari 2020 15:15 | Try: 0 Con: 0 Pen: 0 | Verslag | Try: 3 Con: 1 Pen: 0 | Stadio Olimpico, Rome Scheidsrechter: Ben O’Keeffe |

| 22 februari 2020 17:45 | Wales                | 23-27   | Frankrijk            | Millennium Stadium, Cardiff Scheidsrechter: Matthew Carley |
| 22 februari 2020 17:45 | Try: 2 Con: 2 Pen: 3 | Verslag | Try: 3 Con: 3 Pen: 2 | Millennium Stadium, Cardiff Scheidsrechter: Matthew Carley |

| 23 februari 2020 16:00 | Engeland             | 24-12   | Ierland              | Twickenham, Londen Scheidsrechter: Jaco Peyper |
| 23 februari 2020 16:00 | Try: 3 Con: 3 Pen: 1 | Verslag | Try: 2 Con: 1 Pen: 0 | Twickenham, Londen Scheidsrechter: Jaco Peyper |

### Week 4
| 24 oktober 2020 16:30 | Ierland              | 50-17   | Italië               | Aviva Stadium, Dublin Toeschouwers: 0 Scheidsrechter: Matthew Carley |
| 24 oktober 2020 16:30 | Try: 7 Con: 6 Pen: 1 | Verslag | Try: 2 Con: 2 Pen: 1 | Aviva Stadium, Dublin Toeschouwers: 0 Scheidsrechter: Matthew Carley |

| 7 maart 2020 17:45 | Engeland             | 33-30   | Wales                | Twickenham, Londen Scheidsrechter: Ben O’Keeffe |
| 7 maart 2020 17:45 | Try: 3 Con: 3 Pen: 4 | Verslag | Try: 3 Con: 3 Pen: 3 | Twickenham, Londen Scheidsrechter: Ben O’Keeffe |

| 8 maart 2020 16:00 | Schotland            | 28-17   | Frankrijk            | Murrayfield Stadium, Edinburgh Scheidsrechter: Paul Williams |
| 8 maart 2020 16:00 | Try: 3 Con: 2 Pen: 3 | Verslag | Try: 2 Con: 2 Pen: 1 | Murrayfield Stadium, Edinburgh Scheidsrechter: Paul Williams |

### Week 5
| 31 oktober 2020 15:15 | Wales                | 10-14   | Schotland            | Parc y Scarlets, Llanelli Toeschouwers: 0 Scheidsrechter: Andrew Brace |
| 31 oktober 2020 15:15 | Try: 1 Con: 1 Pen: 1 | Verslag | Try: 1 Con: 0 Pen: 3 | Parc y Scarlets, Llanelli Toeschouwers: 0 Scheidsrechter: Andrew Brace |

| 31 oktober 2020 17:45 | Italië               | 5-34    | Engeland             | Stadio Olimpico, Rome Toeschouwers: 0 Scheidsrechter: Pascal Gaüzère |
| 31 oktober 2020 17:45 | Try: 1 Con: 0 Pen: 0 | Verslag | Try: 5 Con: 3 Pen: 1 | Stadio Olimpico, Rome Toeschouwers: 0 Scheidsrechter: Pascal Gaüzère |

| 31 oktober 2020 21:00 | Frankrijk            | 35-27   | Ierland              | Stade de France, Parijs Toeschouwers: 0 Scheidsrechter: Wayne Barnes |
| 31 oktober 2020 21:00 | Try: 3 Con: 2 Pen: 3 | Verslag | Try: 3 Con: 3 Pen: 2 | Stade de France, Parijs Toeschouwers: 0 Scheidsrechter: Wayne Barnes |